# Giorgio Falck
Giorgio Enrico Falck (Milano, 29 gennaio 1938 – Milano, 20 aprile 2004) è stato un imprenditore, ingegnere e velista italiano.

## Biografia
Figlio di Giovanni Falck detto Nanni, 3º presidente delle acciaierie e ferriere lombarde Falck.
Giorgio Enrico Falck si laurea in Ingegneria con specializzazione in fisica nucleare a Losanna. Dopo aver conseguito la laurea venne chiamato dal CERN per approfondire la sua tesi di laurea che si basava su di una particella ipotetica (poi effettivamente scoperta), ma rifiuta per occuparsi di siderurgia come voluto dal padre. Entra in azienda giovanissimo e si occupa di ricerca e sviluppo, viaggia per il mondo e introduce innovazioni produttive come i forni a induzione e la colata continua. Dopo la morte del padre e il pensionamento dello zio Bruno Falck, guida l'azienda di famiglia a partire dal 1982, insieme al cugino Alberto.
Verso la metà degli anni novanta si è trovato in netto disaccordo con Alberto riguardo al futuro aziendale che secondo il cugino avrebbe previsto lo smantellamento degli stabilimenti siderurgici, il licenziamento di 6.000 operai, la vendita dei terreni e la conversione dell'azienda alla produzione di energia da fonti rinnovabili.
Nel tentativo di preservare l'attività di famiglia accese una dura lotta al fianco degli operai per salvare l'attività, ma, messo in minoranza e segnato dal lutto per la perdita del primo figlio Giovanni (morto in un incidente subacqueo all'età di 28 anni nel 1993), lasciò polemicamente l'azienda nel 1994.
Le vere passioni di Giorgio Enrico Falck erano la siderurgia, la vela e le regate: partecipò con il Guia 1 alla prima edizione della Whitbread Round the World Race (oggi Volvo Ocean race) piazzandosi al primo posto di categoria e vincendo la classifica a squadre nazionali. Partecipò poi alla 3ª edizione dell'81/82 con il RollyGo piazzandosi 13º e alla 5ª edizione con il Gatorade piazzandosi 8º.
Vincitore di un gran numero di regate nel circuito del mediterraneo con il Guia vinse tra l'altro la Centomiglia nel 1971, le Colombiadi del 1992 con Safilo e svariate Giraglie, settimane delle bocche e triangoli Atlantici.
Alla fiera di Ginevra del 2001 guadagnò il secondo posto per la migliore invenzione: il progetto e la realizzazione di un motore a quattro tempi senza valvole grazie alla camicia del pistone rotante.
Morì a Milano il 20 aprile 2004 all'età di 66 anni.

## Vita privata
Giorgio Falck si è sposato tre volte: con Anna Cataldi, da cui ha avuto 3 figli, Giovanni, morto il 2 agosto del 1993 all'Elba durante un'immersione subacquea, Guia e Giacaranda; con l'attrice Rosanna Schiaffino, da cui ebbe un figlio, Guido Nanni e per ultimo con Silvia Urso da cui ebbe gli ultimi, Giada e Gaddo Enrico.